# Eleutherodactylus tychathrous
Espèce
Synonymes
- Eleutherodactylus ruthae tychathrous Schwartz, 1965

Eleutherodactylus tychathrous est une espèce d'amphibiens de la famille des Eleutherodactylidae.

## Répartition
Cette espèce est endémique de République dominicaine. Elle se rencontre vers 790 m d'altitude dans Sierra de Neiba.

## Description
Le mâle holotype mesure 57,8 mm.

## Publication originale
- Schwartz, 1965 : Variation and natural history of Eleutherodactylus ruthae of Hispaniola. Bulletin of the Museum of Comparative Zoology, no 132, p. 479-508 (texte intégral).